# Castellolí (kommunhuvudort)
Castellolí är en kommunhuvudort i Spanien.   Den ligger i provinsen Província de Barcelona och regionen Katalonien, i den östra delen av landet, 500 km öster om huvudstaden Madrid. Castellolí ligger 393 meter över havet och antalet invånare är 461.
Terrängen runt Castellolí är lite kuperad. Runt Castellolí är det ganska glesbefolkat, med 48 invånare per kvadratkilometer. Närmaste större samhälle är Manresa, 17,7 km nordost om Castellolí. 